# Gino Gatti
Gino Gatti (Corana, Italia, 19 de marzo de 1901 - 1989), cuyo verdadero nombre era Giuseppe Baldi fue un anarquista con actuación en Argentina y Uruguay. Participó de los grupos de Severino Di Giovanni y Miguel Arcángel Roscigna, y ganó celebridad por ser uno de los cerebros de la evasión del Penal de Punta Carretas (Montevideo) en 1931. 

## Vida
Nació en Corana, Italia, el 19 de marzo de 1901. En la provincia de Pavia, desarrolló entre 1919 y 1922 propaganda revolucionaria y de las ideas anarquistas entre las masas obreras. Fue un activo militante en esa provincia italiana. Emigró a la Argentina y de 1923 a 1925 trabajó como camarero en Buenos Aires, donde vivía en la calle Morón 5056. En 1928 se estableció en Temperley, Villa La Perla, donde conoció a Severino Di Giovanni. 
Se integró al grupo de Miguel Arcángel Roscigna abocado a la planificación de la fuga de varios anarquistas detenidos en Uruguay en el Penal de Punta Carretas por el famoso asalto al cambio Messina, fuga que luego de concretada pasó a ser conocida como "La fuga de la carbonería".

En agosto de 1929, un matrimonio italiano con su pequeña hija ha llegado a Montevideo procedente de Buenos Aires para instalarse allí. Dicen ser comerciantes y compran un terreno en la calle Solano García justo enfrente de la cárcel de Punta Carretas. La policía averigua enseguida de quién se trata por cuanto se tiene especial precaución con los vecinos del penal. Pero está todo en regla: el nuevo vecino se llama Gino Gatti y piensa instalarse con un comercio de carbonería. Al poco tiempo se ha levantado una especie de galpón tinglado con vivienda que exhibe un cartel: “Carbonería El Buen Trato: venta de carbón de leña y piedra”.
El matrimonio Gatti es muy afable con todos los nuevos clientes. El es muy correcto y gana la simpatía de los vecinos. Se los ve salir todos los días, con el carro que le compró al antiguo carbonero Benjamín Dominici, a repartir las bolsas.
Pero en la primera semana de marzo de 1931, los vecinos se enteran, que a pesar de que el negocio de carbonería marcha bien, el matrimonio Gatti ha decidido dejarlo para regresar a la Argentina. Todos lo lamentan y el carbonero Gatti se despide con su amable sonrisa de siempre.
Osvaldo Bayer

El 8 de abril de 1931, la embajada italiana de Buenos Aires, por informaciones de la policía política de Buenos Aires, en colaboración con la policía de Montevideo, informaba a Roma que "José Baldi posee una pequeña lancha a motor que maneja personalmente y de la cual se sirve para el traslado de sus compañeros anarquistas y también para operaciones de contrabando. Primina Romani (o Romano), que se titula mujer de Baldi, también ha desaparecido. Tanto Baldi, como ella y una hija de aproximadamente siete años son buscados activamente".
Gino Gatti y Juan Antonio Morán, participaron del atentado que le costó la vida al mayor José W. Rosasco, jefe de policía de La Plata e interventor policial de Avellaneda,[cita requerida] durante la dictadura de José Evaristo Uriburu. En 1933, Gatti fue detenido y condenado a 22 años de prisión en el penal de Ushuaia. Recuperó la libertad a fines de la década del cuarenta. La policía de Pavia secuestró una carta de Baldi dirigida a su familia: 

Queridísimos míos: No me explayaré mucho en estas líneas. Ya Primina les comunicó acerca de mi prisión. Les ruego no desesperarse ya que tanto como yo Priminia estamos tranquilos y serenos, nuestra hija se encuentra bien y la salud es óptima para los tres. En el calvario de esta vida es necesario estar dispuesto a todo y, de un modo especial, cuando uno es privado de sus derechos. El silencio y la pasividad, frente a tanta injusticia, es cómplice de la tiranía y es por eso que a los jóvenes, en los cuales todavía palpita un poco de dignidad, les toca rebelarse. Vosotros ya sois viejos, vuestra lucha ya ha terminado. Tratad de quedaros lo más tranquilos posible, vivid en paz y no os extrañéis si nosotros estuvimos tanto tiempo sin escribir. Nuestro pensamiento siempre estará unido a todos vosotros. Recibid un fuerte abrazo de vuestro hijo, Giuseppe
Gino Gatti

Falleció a mediados de la década de 1980 en Argentina.